# Топчихинский район
Топчи́хинский райо́н — административно-территориальное образование (сельский район) и муниципальное образование (муниципальный район) в  Алтайском крае России.
Административный центр — село Топчиха, расположенное в 90 км от Барнаула.

## География
Район расположен в центральной части края. Климат континентальный. Средняя температура января −18,1 °C, июля +20,2 °C. Годовая норма атмосферных осадков — 450 мм. Рельеф — равнинный, местами холмистый (Приобское плато). Разведаны запасы строительных материалов, добываются песок, глина.
Площадь — 3300 км².
По территории района протекают реки Обь, Алей, Барнаулка, Калманка, Камышенка. На северо-западе района проходит Барнаульский ленточный бор, на юго-восточной части расположен лесной массив. Растут берёза, тополь, сосна, осина, черёмуха, калина, шиповник.
Обитают из зверей — лось, косуля, волк, лисица, барсук, бобр, заяц-беляк, хорёк, ондатра, норка; из птиц — различные виды уток, цапля, журавль, выпь, чайка, кроншнеп, глухарь, тетерев, белая куропатка, вальдшнеп; из рыб — карась, карп, линь, щука, окунь, чебак, лещ, язь, осётр, стерлядь, судак.

## История
27 мая 1924 года был образован Чистюньский район. В 1924—1925 годах он был в составе Барнаульского уезда Алтайской губернии. В 1925—1930 годах — в составе Барнаульского округа Сибирского края. В 1930—1937 годах — в составе Западно-Сибирского края. В 1932 году район был переименован в Топчихинский. С 1937 года Топчихинский район — в составе Алтайского края.

## Население
| 1959    | 1996    | 1997    | 1998    | 1999    | 2000    | 2001    | 2002    | 2003    | 2004    | 2005    | 2006    |
| ------- | ------- | ------- | ------- | ------- | ------- | ------- | ------- | ------- | ------- | ------- | ------- |
| 40 835  | ↘28 300 | ↗28 400 | ↘28 200 | ↗28 300 | ↗28 700 | ↘27 700 | ↘27 400 | ↘27 297 | ↗27 443 | ↗27 469 | ↘27 439 |
| 2007    | 2008    | 2009    | 2010    | 2011    | 2012    | 2013    | 2014    | 2015    | 2016    | 2017    | 2018    |
| ↘26 977 | ↘26 788 | ↘25 961 | ↘23 350 | ↘23 277 | ↘22 922 | ↘22 583 | ↘22 408 | ↘22 279 | ↘22 244 | ↗22 273 | ↘22 186 |
| 2019    | 2020    | 2021    |         |         |         |         |         |         |         |         |         |
| ↘21 904 | ↘21 695 | ↘18 543 |         |         |         |         |         |         |         |         |         |

### Национальный состав[16]
| национальность | мужчин | женщин | всего  | %    |
| -------------- | ------ | ------ | ------ | ---- |
| русские        | 11 872 | 13 124 | 24 996 | 91,5 |
| немцы          | 620    | 587    | 1 207  | 4,42 |
| украинцы       | 179    | 180    | 359    | 1,31 |
| белорусы       | 62     | 58     | 120    | 0,44 |
| татары         | 55     | 38     | 93     | 0,34 |
| азербайджанцы  | 30     | 24     | 54     | 0,2  |
| армяне         | 30     | 20     | 50     | 0,18 |
| грузины        | 35     | 15     | 50     | 0,18 |
| итого:         | 13 110 | 14 195 | 27 305 | 100  |

## Административно-муниципальное устройство
Топчихинский район с точки зрения административно-территориального устройства края включает 17 административно-территориальных образований — 17 сельсоветов.
Топчихинский муниципальный район в рамках муниципального устройства включает 17 муниципальных образований со статусом сельских поселений:
| №  | Сельское поселение      | Административный центр | Количество населённых пунктов | Население (чел.) | Площадь (км²) |
| -- | ----------------------- | ---------------------- | ----------------------------- | ---------------- | ------------- |
| 1  | Белояровский сельсовет  | село Белояровка        | 1                             | ↗733             | 88,57         |
| 2  | Володарский сельсовет   | село Володарка         | 1                             | ↘680             | 224,44        |
| 3  | Зиминский сельсовет     | село Зимино            | 1                             | ↘373             | 134,81        |
| 4  | Кировский сельсовет     | посёлок Кировский      | 4                             | ↘1313            | 223,56        |
| 5  | Ключевский сельсовет    | посёлок Ключи          | 1                             | ↘425             | 175,01        |
| 6  | Красноярский сельсовет  | село Красноярка        | 3                             | ↗368             | 112,13        |
| 7  | Макарьевский сельсовет  | село Макарьевка        | 3                             | ↘629             | 155,46        |
| 8  | Парфёновский сельсовет  | село Парфёново         | 5                             | ↘1761            | 618,09        |
| 9  | Переясловский сельсовет | село Переясловка       | 2                             | ↘808             | 160,23        |
| 10 | Победимский сельсовет   | посёлок Победим        | 5                             | ↘1424            | 177,01        |
| 11 | Покровский сельсовет    | село Покровка          | 1                             | ↘390             | 77,20         |
| 12 | Сидоровский сельсовет   | село Сидоровка         | 3                             | ↘501             | 187,42        |
| 13 | Топчихинский сельсовет  | село Топчиха           | 1                             | ↘7812            | 34,77         |
| 14 | Фунтиковский сельсовет  | село Фунтики           | 2                             | ↘1214            | 168,67        |
| 15 | Хабазинский сельсовет   | село Хабазино          | 2                             | ↘408             | 97,17         |
| 16 | Чаузовский сельсовет    | село Чаузово           | 2                             | ↘266             | 530,79        |
| 17 | Чистюньский сельсовет   | село Чистюнька         | 1                             | ↘1160            | 135,65        |

В 2011 году Листвянский и Чаузовский сельсоветы объединены в Чаузовский сельсовет.

### Населённые пункты
В Топчихинском районе 38 населённых пунктов:
| №  | Населённый пункт | Тип     | Население | Муниципальное образование |
| -- | ---------------- | ------- | --------- | ------------------------- |
| 1  | Белояровка       | село    | ↗733      | Белояровский сельсовет    |
| 2  | Володарка        | село    | ↘680      | Володарский сельсовет     |
| 3  | Дружба           | посёлок | ↘367      | Победимский сельсовет     |
| 4  | Зелёный          | посёлок | ↘282      | Победимский сельсовет     |
| 5  | Зимино           | село    | ↘373      | Зиминский сельсовет       |
| 6  | Карасёво         | посёлок | ↘10       | Хабазинский сельсовет     |
| 7  | Кировский        | посёлок | ↘1034     | Кировский сельсовет       |
| 8  | Ключи            | посёлок | ↘425      | Ключевский сельсовет      |
| 9  | Колпаково        | село    | ↘178      | Победимский сельсовет     |
| 10 | Комариха         | посёлок | ↘61       | Парфёновский сельсовет    |
| 11 | Комсомольский    | посёлок | ↘88       | Парфёновский сельсовет    |
| 12 | Красноярка       | село    | ↘369      | Красноярский сельсовет    |
| 13 | Крутиха          | посёлок | ↘69       | Фунтиковский сельсовет    |
| 14 | Крутой Лог       | село    | ↘5        | Кировский сельсовет       |
| 15 | Лаврентьевка     | село    | ↘47       | Макарьевский сельсовет    |
| 16 | Листвянка        | село    | ↘150      | Чаузовский сельсовет      |
| 17 | Макарьевка       | село    | ↗482      | Макарьевский сельсовет    |
| 18 | Михайловка       | село    | ↗176      | Макарьевский сельсовет    |
| 19 | Нагорный         | посёлок | →5        | Красноярский сельсовет    |
| 20 | Парфёново        | село    | ↘1349     | Парфёновский сельсовет    |
| 21 | Переясловка      | село    | ↗658      | Переясловский сельсовет   |
| 22 | Песчаное         | село    | →340      | Парфёновский сельсовет    |
| 23 | Победим          | посёлок | ↘701      | Победимский сельсовет     |
| 24 | Покровка         | село    | ↘390      | Покровский сельсовет      |
| 25 | Ракиты           | село    | ↗90       | Сидоровский сельсовет     |
| 26 | Садовый          | посёлок | ↘108      | Кировский сельсовет       |
| 27 | Сидоровка        | село    | ↗395      | Сидоровский сельсовет     |
| 28 | Староалейка      | посёлок | ↘0        | Красноярский сельсовет    |
| 29 | Степной          | посёлок | ↘3        | Победимский сельсовет     |
| 30 | Топольный        | посёлок | ↘293      | Кировский сельсовет       |
| 31 | Топчиха          | село    | ↘7812     | Топчихинский сельсовет    |
| 32 | Труд             | посёлок | ↘229      | Переясловский сельсовет   |
| 33 | Ульяновский      | посёлок | ↘148      | Парфёновский сельсовет    |
| 34 | Фунтики          | село    | ↘1234     | Фунтиковский сельсовет    |
| 35 | Хабазино         | село    | ↗488      | Хабазинский сельсовет     |
| 36 | Чаузово          | село    | ↘205      | Чаузовский сельсовет      |
| 37 | Чаячье           | село    | ↘71       | Сидоровский сельсовет     |
| 38 | Чистюнька        | село    | ↘1160     | Чистюньский сельсовет     |

Упразднённые населённые пункты:
- 2002 г. — посёлок Киселёв Лог[23].

## Экономика
Основное направление экономики — сельское хозяйство. Развито производство зерна, мясомолочное животноводство, свиноводство. На территории района находятся 2 мельзавода, элеватор, хлебокомбинат, лесхоз, автотранспортное предприятие.

## Транспорт
По территории района проходит автомобильная трасса «Барнаул — Семипалатинск».

## Археологические памятники
На территории района возле села Чаузово на Большой речке расположена группа могильников и поселений (от каменного века до Средневековья).

## Образование
Образовательная сеть Топчихинского района представлена 25-ю муниципальными общеобразовательными учреждениями: 18 средних школ (из них 4 имеют филиалы), 6 основных школ, 1 районная вечерняя (сменная) средняя общеобразовательная школа.